# Stazione di Amsterdam Sud
La stazione di Amsterdam Sud (in olandese Amsterdam Zuid) è una stazione ferroviaria di Amsterdam, nei Paesi Bassi. La stazione fu aperta nel 1978 ed è situata a sud di Amsterdam nel quartiere Zuidas. La stazione è utilizzata dalla Nederlandse Spoorwegen.